# Atletica leggera ai Giochi della XVII Olimpiade - 10000 metri piani

Video della Finale-1ª Parte (commento di Paolo Rosi, in B/N)

Video della Finale-2ª Parte (gli ultimi sette giri; commento di Paolo Rosi, in B/N)

La competizione dei 10000 metri piani maschili di atletica leggera ai Giochi della XVII Olimpiade si è disputata il giorno 8 settembre 1960 allo Stadio Olimpico di Roma.

## L'eccellenza mondiale
| Camp. olimpico 1956   | 28'45"6      | Vladimir Kuc    | Ritirato 1957 |
| Primatista mondiale   | 28'30"4 1956 | Vladimir Kuc    | Ritirato 1957 |
| Camp. europeo 1958    | 28'56"0      | Z. Krzyszkowiak | Presente      |
| Primatista stagionale | 28'48"0      | Murray Halberg  | Presente      |

## Finale
Finale diretta con 33 partenti. 

Partecipa il fresco olimpionico dei 5.000, il neozelandese Murray Halberg. È presente anche il campione europeo in carica (1958), il polacco Krzyszkowiak. Il tedesco dell'Est Grodotzki e il sovietico Bolotnikov sono gli unici ad aver corso in meno di 29 minuti durante la stagione.

Fin dai primi giri conduce la gara Bolotnikov, che impone un ritmo a cui nessuno è in grado di replicare. Taglia il traguardo con un distacco di 5 secondi sul tedesco est. Krzyszkowiak arriva settimo, con 20" di distacco.

Il primatista mondiale stagionale, Murray Halberg, conclude al quinto posto. Il campione europeo Krzyszkowiak è settimo.

Bolotnikov ha migliorato il proprio personale di 26 secondi.
| Pos.    | Atleta                  | Età | Nazione          | Tempo Ufficiale | Tempo Ufficioso |
| ------- | ----------------------- | --- | ---------------- | --------------- | --------------- |
| Oro     | Pëtr Bolotnikov         | 30  | Unione Sovietica | 28'32"2         | 28'32"18        |
| Argento | Hans Grodotzki          | 24  | Germania         | 28'37"0         | 28'37"22        |
| Bronzo  | Dave Power              | 32  | Australia        | 28'38"2         | 28'37"65        |
| 4       | Aleksej Desjatčikov     | 27  | Unione Sovietica | 28'39"6         | 28'39"72        |
| 5       | Murray Halberg          | 27  | Nuova Zelanda    | 28'48"5         | 28'49"11        |
| 6       | Max Truex               | 24  | Stati Uniti      | 28'50"2         | 28'50"34        |
| 7       | Zdzisław Krzyszkowiak   | 31  | Polonia          | 28'52"4         | 28'52"75        |
| 8       | John Merriman           | 24  | Gran Bretagna    | 28'52"6         | 28'52"89        |
| 9       | Martin Hyman            | 27  | Gran Bretagna    | 29'04"8         | 29'05"11        |
| 10      | Gordon Pirie            | 29  | Gran Bretagna    | 29'15"2         | 29'15"49        |
| 11      | Sándor Iharos           | 30  | Ungheria         | 29'15"8         | 29'16"07        |
| 12      | Gerhard Hönicke         | 30  | Germania         | 29'20"4         | 29'20"14        |
| 13      | Robert Bogey            | 24  | Francia          | 29'22"4         | 29'22"53        |
| 14      | Rhadi Ben Abdesselam    | 31  | Marocco          | 29'34"4         | 29'32"00        |
| 15      | József Kovács           | 34  | Ungheria         | 29'42"2         | 29'34"71        |
| 16      | Evgenij Žukov           | 30  | Unione Sovietica | 29'50"2         | 29'42"20        |
| 17      | Xaver Höger             | 30  | Germania         | 29'58"0         | 29'50"20        |
| 18      | Stanisław Ożóg          | 30  | Polonia          | 30'01"0         | 29'58"00        |
| 19      | Arere Anentia           | n/d | Kenya            | 30'03"0         | 30'01"00        |
| 20      | Constantin Grecescu     | 31  | Romania          | 30'04"8         | 30'03"00        |
| 21      | Simo Saloranta          | 25  | Finlandia        | 30'12"4         | 30'04"80        |
| 22      | Hamoud Ameur            | 28  | Francia          | 30'25"4         | 30'12"40        |
| 23      | Hamida Addèche          | 28  | Francia          | 30'27"2         | 30'25"40        |
| 24      | Doug Kyle               | 28  | Canada           | 30'31"6         | 30'27"20        |
| 25      | Carlos Pérez Alonso     | 25  | Spagna           | 30'35"8         | 30'31"60        |
| 26      | Arthur Barrington Magee | 26  | Nuova Zelanda    | 30'39"4         | 30'35"80        |
| 27      | Franco Antonelli        | 26  | Italia           | 30'47"4         | 30'39"40        |
| 28      | Cyprian Tseriwa         | 23  | Rhodesia         | 30'47"8         | 30'47"80        |
| 29      | Fevzi Pakel             | n/d | Turchia          | 32'06"2         | 32'06"20        |
| -       | Kazimierz Zimny         | 25  | Polonia          | Rit.            | Rit.            |
| -       | Gabrou Merawi           | 27  | Etiopia          | Rit.            | Rit.            |
| -       | Jaroslav Bohatý         | 25  | Cecoslovacchia   | Rit.            | Rit.            |
| -       | Allan Lawrence          | 30  | Australia        | Rit.            | Rit.            |

Il 5 ottobre Bolotnikov, dopo il record olimpico, batterà anche il record del mondo con 28'18"8.